# قازي (طبق)

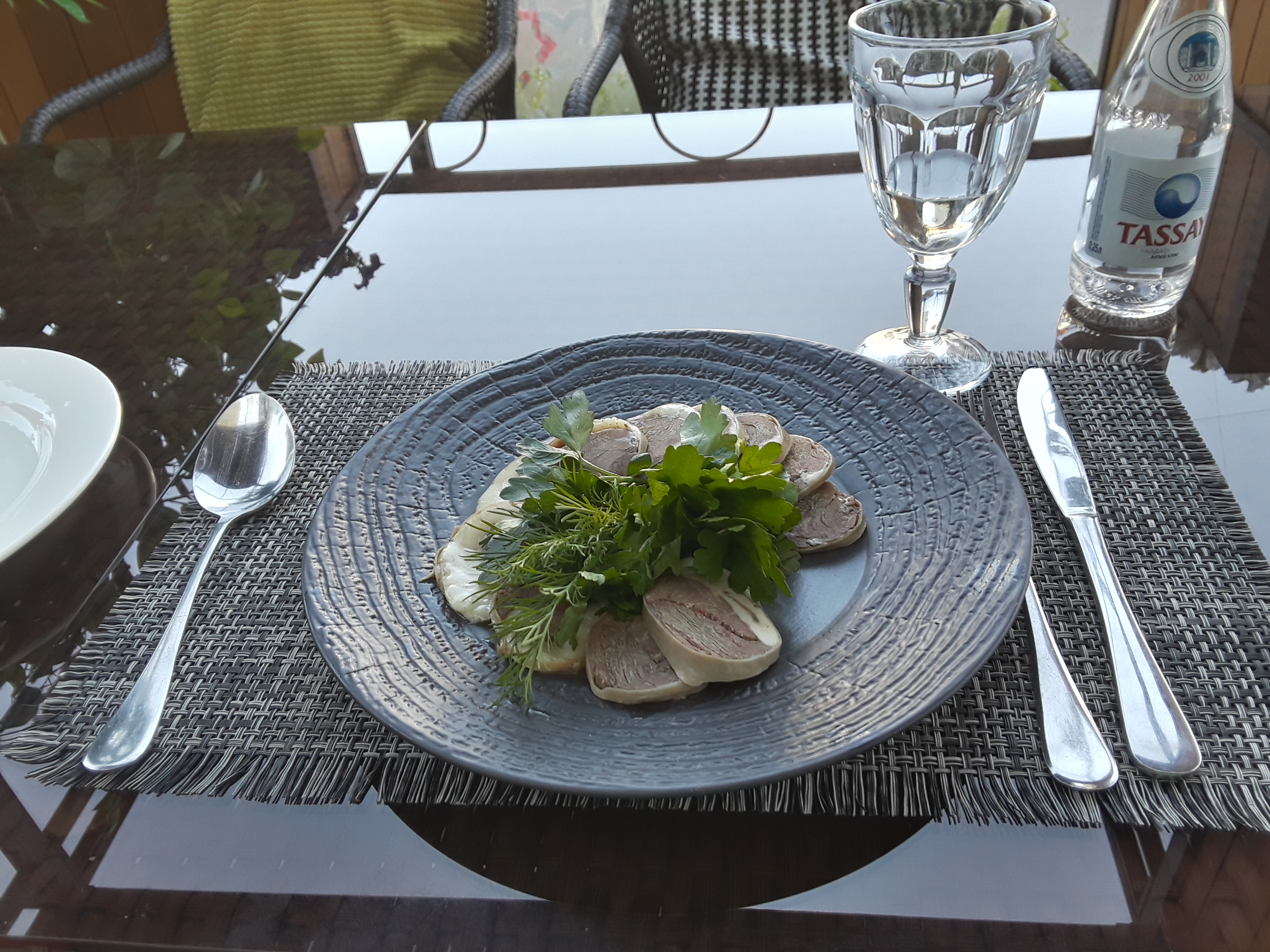

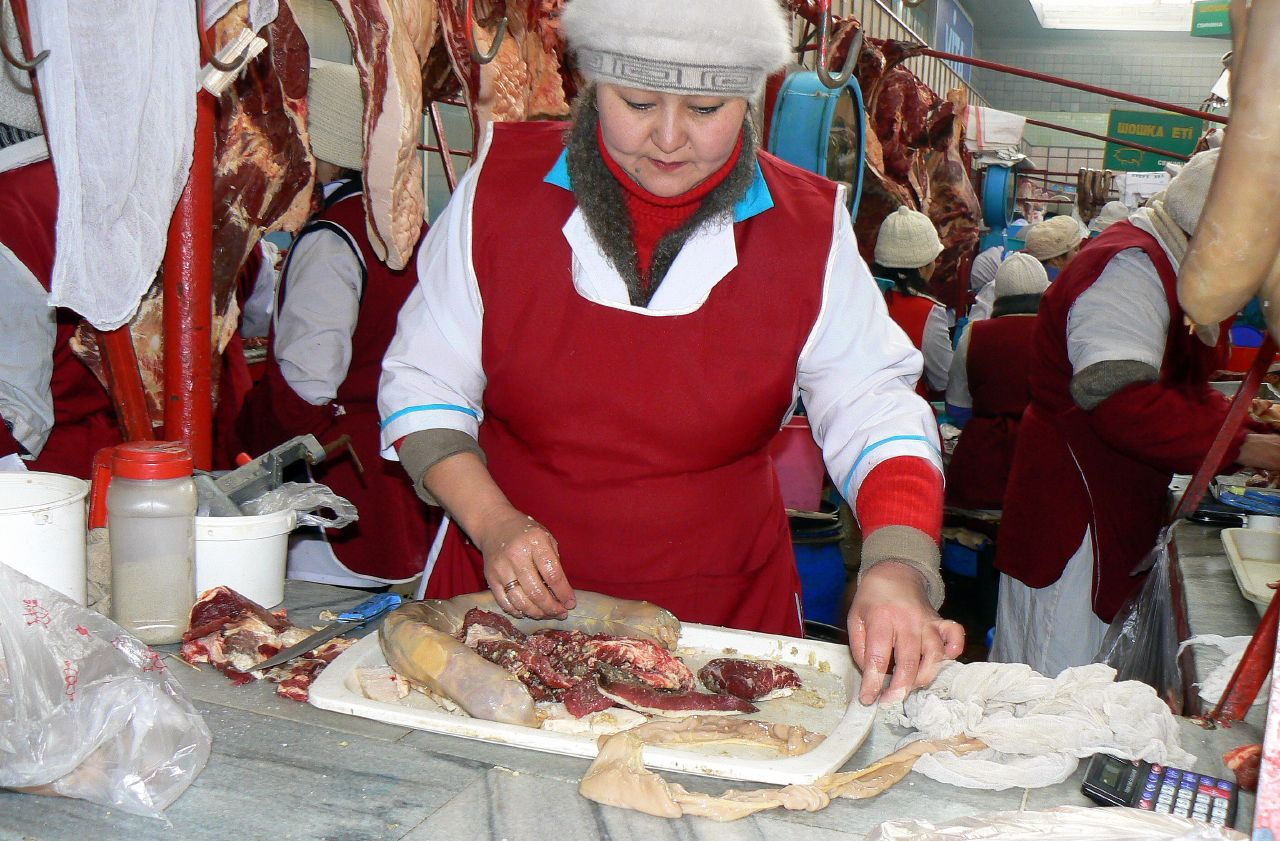
صنع سجق لحم الحصان

القازي هو طبق تقليدي يشبه النقانق، من الأطباق المعرفة لدى الكازاخستانيين والتتار والقرغيز والأوزبك وغيرهم من الجماعات العرقية بشكل رئيسي في آسيا الوسطى، وخاصة تلك التي من أصل تركي. والقازي صنف شائع في دسترخان، وهي وجبة احتفالية تقدم في المناسبات. طبق القازي في المطبخ الكازاخستاني والقرغيزي يُصنع من شرائح لحم ضلع الحصان مع غلاف الأمعاء.
تزال أضلاع الحصان لفرز اللحم وتعليقها لمدة 5-7 ساعات لتصريف أي دم متبقٍ. تزال الأمعاء وتغسل جيدًا ثم تحمص مدة 1-2 ساعات. يملح ويتبل بالفلفل والثوم ويترك مربوطًا بقطعة قماش لمدة 2-3 ساعات. ثم، تملأ الأمعاء باللحوم ويربط الطرفين. بعد هذا التحضير، يمكن تدخين القازي في درجة حرارة 50-60 درجة لمدة 12-18 ساعة أو تجفيفه في الهواء الطلق لمدة أسبوع في مكان يتعرض لأشعة الشمس والرياح المباشرة.